# Economía de Bulgaria
Bulgaria, antiguo país comunista que ingresó en la Unión Europea el 1 de enero de 2007 registró estabilidad macroeconómica y fuerte crecimiento desde 1996.
Cuando Bulgaria entró en la Unión Europea en 2007, de la mano de Rumania y tres años después de sus vecinos de Europa central y oriental, el país contaba con una renta per cápita de 4.240 euros. A finales de 2020 había duplicado sus ingresos a 8.840 euros. En el período desde la entrada a la Unión Europea el salario mínimo subió de 92 a 332 euros y el salario medio anual pasó de 2.594 euros a 7.771 euros.
El país creció a medias superiores a 6% al año entre 2004 y 2008 apoyado por préstamos bancarios, consumo y fuerte inversión directa. En 2009 el PIB contrajo 5,5%, permaneció sin crecimiento en 2010 a pesar de la retomada de las exportaciones, creció 1,7% en 2011 y 1% en 2012.

## Historia

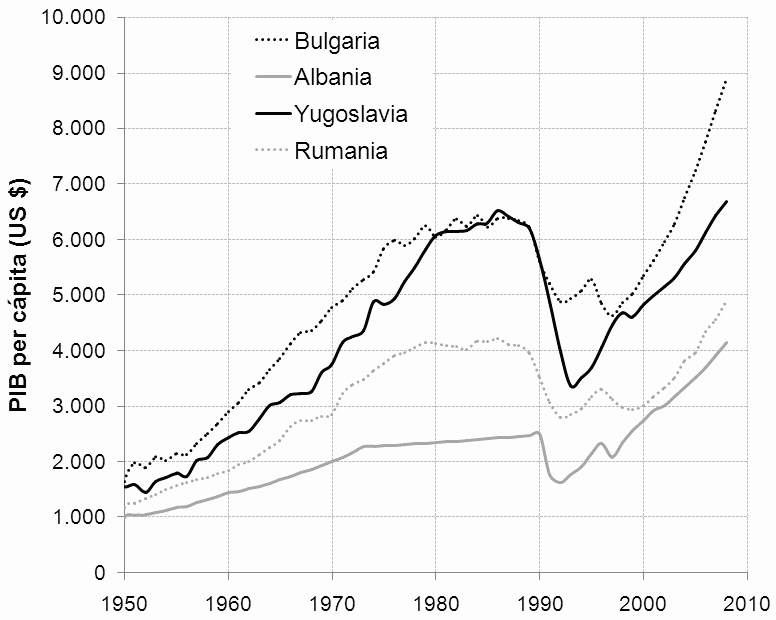
Comparación del PIB per cápita nominal de Albania, Bulgaria, Rumanía y Yugoslavia, durante el, basado en World Population, GDP and Per Capita GDP, 1-2010 AD.

Durante la República Popular, el Gobierno búlgaro elaboraba según el criterio tradicional, planes quinquenales que impulsaron la economía del país hasta bien avanzados los años 1970. 
Bulgaria experimentó un rápido desarrollo industrial a partir de los años cincuenta. A partir de la década siguiente, la economía del país apareció profundamente transformada. Entre 1939 (el mejor año para Bulgaria en términos económicos, antes de la Segunda Guerra Mundial) y 1972 la producción industrial aumentó 40 veces y la agrícola 2,6 veces. Antes del socialismo, Bulgaria era un país eminentemente agrario, pero fue industrializado: la correlación entre producción industrial y agropecuaria era en 1939 de 25 a 75, en beneficio de la segundo, pero para los años 1970 era 80 a 20 en favor de la industrial.
El país se volcó en la alta tecnología, un sector que representó el 14% de su PIB entre 1985 y 1990. Sus fábricas producen procesadores, discos duros, disqueteras y robots industriales.
Su economía contrajo durante los años 1990 con el colapso del Consejo de Ayuda Mutua Económica - COMECON - y con la pérdida del mercado soviético, país fuertemente ligado con la economía búlgara. El patrón de vida sufrió una caída de 40%, y sólo logró volver a los índices anteriores a 1989 durante el mes de junio de 2004. Además, las sanciones de la ONU contra la Serbia (1992-95) y Irak produjeron un fuerte impacto en la economía del país. Tras la introducción de una economía de mercado hubo también un periodo de alta inflación en los años 1990, las reformas emprendidas en principio de los años 90 fueron tímidas y se incrementó notablemente la deuda externa.
Para mediados de los años 2000 la economía se estabilizo y el país logró tener crecimiento con baja inflación.Bulgaria entró en la Unión Europea en 2007 de la mano de Rumanía y tres años después de sus vecinos de Europa central y oriental, el país contaba con una renta per cápita de 4.240 euros. Al cierre de 2020 y a pesar de los efectos de la pandemia era de más del doble: 8.840 euros. En ese período el salario mínimo ha subido de 92 euros a 332 euros. Y el salario medio anual ha pasado de 2.594 euros a 7.771 euros

## Los distintos sectores
En la agricultura, dos terceras partes del suelo del país están dedicados al cultivo de cereales, fundamentalmente trigo, maíz, cebada, centeno y arroz. Los cultivos industriales del tabaco, el algodón y el girasol representan una parte más rentable de la organización agrícola, desde la época comunista la agricultura sufrió un fuerte proceso de modernización y tecnificación que permitió elevar la productividad. En el proceso de privatización de la tierra, se ha sufrido una gran parcelación que no ha beneficiado a las explotaciones.
En la industria destaca la siderurgia, las plantas de productos químicos (Burgas) y el textil. Carece casi por completo de petróleo lo que agrava su dependencia exterior en materia energética.
Posee yacimientos importantes de carbón y lignito que mantienen las centrales térmicas y la siderurgia. El resto de la energía, proviene en una pequeña proporción de la hidráulica y en su mayor parte de la Central nuclear de Kozloduy, construida en 1974 que provee la mitad de los requerimientos energéticos del país. En 1993, con la colaboración fundamental de la entonces Comunidad Europea que aportó cerca de 19 millones de dólares, se mejoraron los sistemas de seguridad de la central ante la experiencia del accidente de Chernóbil.

## Perspectivas actuales

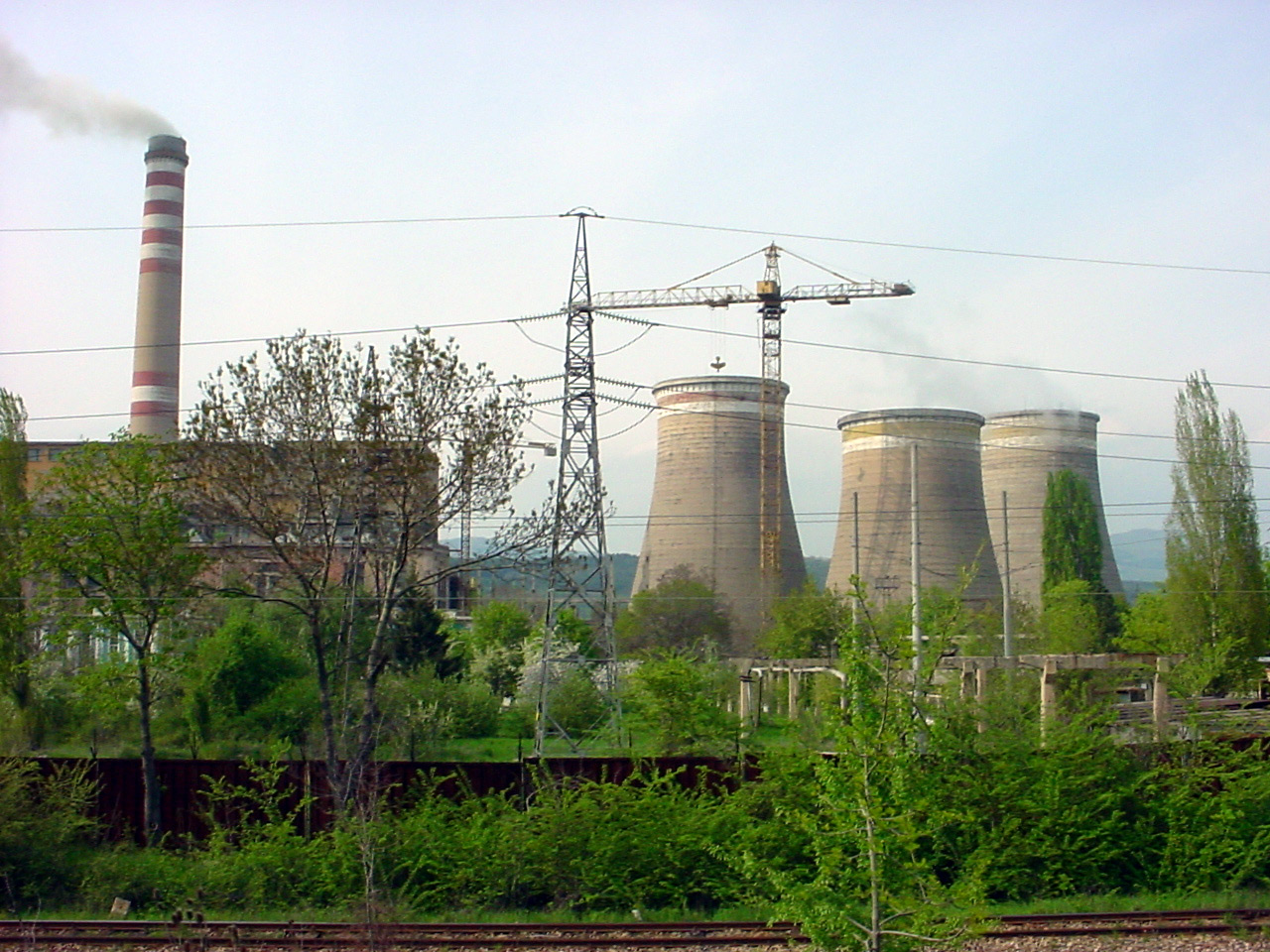
Central Termoeléctrica de Sofía.

Tras la integración en la OTAN y en la Unión Europea, se ha elaborado un plan conjunto para el periodo 2007-2009 que ha incentivado la inversión empresarial y la puesta a punto de la economía, con indicadores altos de confianza de las empresas del país.[cita requerida] Las mejoras en el sector financiero (bancos) han sido notables, las empresas estatales de telecomunicaciones y se espera superar los problemas de corrupción política y pérdida de mano de obra cualificada que emigra hacia Alemania, Francia, Italia, Austria y España en busca de mejores salarios. Por otro lado, la inversión extranjera ha crecido de manera espectacular en 2003 y 2004 hasta los dos mil millones de euros.
En los últimos años ha diversificado su matriz energética

## Datos económicos básicos
- PIB - Producto Interno Bruto (2008): 34.100 millones de €.
- PIB Paridad de poder adquisitivo (2008): 78.800 millones de €.
- PIB Paridad del poder adquisitivo - Per cápita (2008): 10.400 €.
- Inflación media anual (nov 2009): 2,9%.
- Reservas (2004): 6.990 millones de $ USA.
- Deuda externa aprox. (2007): 34.880 millones de $ USA.
- Importaciones (2008): 15.200 millones de €.
- Principales países proveedores: Rusia 16,1%, Alemania 11,7%, Italia 7,4%, Rumania 7% e Grecia 6%.[17]
- Principales productos de importación: textiles, maquinaria y combustibles.
- Exportaciones (2008): 25.090 millones de €.
- Principales países clientes (2010): Alemania10,6%, Italia 9,7%, Rumania 9,2%, Turquía 8,5% y Grecia 7,9%.[17]
- Principales productos de exportación: Textiles, metales y productos químicos.

Estructura del P.I.B. en 2018:
Distribución por sectores económicos del P.I.B. total:
Agricultura, Silvicultura y Pesca: 12%.
Industria y construcción: 30%.
Industrias manufactureras y minería: N.D.
Servicios: 58%.
- Población activa (2004): 4,1 millones de personas.
- Tasa de desempleo (2008): 7,9%.
- Población por debajo del nivel de pobreza (2002): 10,9%.

- (N.D.): No disponible.

## Comercio exterior

### Importaciones
Se presenta a continuación una tabla con las mercaderías de mayor peso en las importaciones de Bulgaria para el periodo 2010-hasta abril de 2015. Las cifras expresadas son en dólares estadounidenses valor FOB.

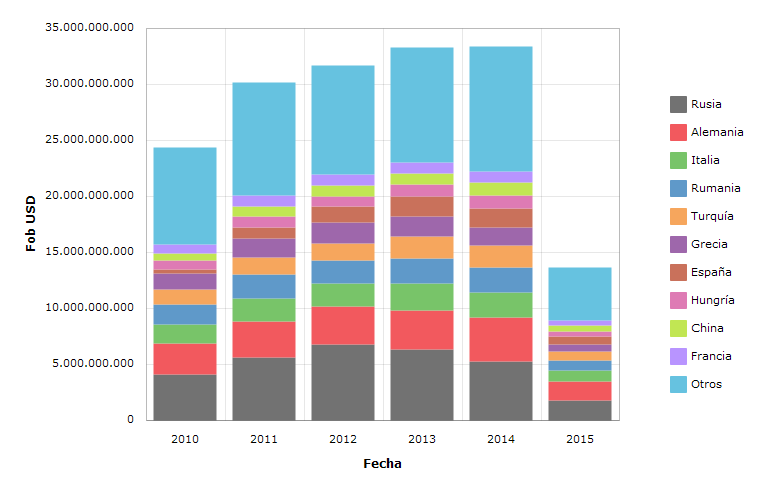
Importaciones de Bulgaria del periodo 2010-hasta junio de 2015 expresadas en USD valor FOB. [http://trade.nosis.com/es/Comex/Importacion-Exportacion/Bulgaria/Todas-las-posiciones-arancelarias/BG/00 Fuente

| Fecha Mercadería por capítulo arancelario                                                                           | 2010           | 2011           | 2012           | 2013           | 2014           | enero-abril de 2015 |
| --- | -------------- | -------------- | -------------- | -------------- | -------------- | ------------------- |
| 27 - combustibles minerales, aceites minerales y productos de su destilación; materias bituminosas; ceras minerales | 5.620.280.715  | 7.301.102.944  | 8.140.031.761  | 7.909.239.051  | 6.938.068.713  | 1.411.990.011       |
| 85 - máquinas, aparatos y material eléctrico, y sus partes                                                          | 2.303.399.669  | 2.792.435.414  | 3.090.444.834  | 2.608.385.684  | 2.771.569.336  | 807.548.613         |
| 84 - calderas, máquinas, aparatos y artefactos mecánicos; partes de estas máquinas o aparatos                       | 2.085.756.606  | 2.426.627.495  | 2.462.730.810  | 3.011.698.357  | 3.114.667.964  | 840.927.954         |
| 26 - minerales metalíferos, escorias y cenizas                                                                      | 1.219.139.516  | 1.435.299.957  | 1.725.851.816  | 2.189.974.416  | 1.833.823.280  | 649.811.690         |
| 87 - vehículos automóviles, tractores, velocípedos y demás vehículos terrestres, sus partes y accesorios            | 1.048.205.050  | 1.457.859.233  | 1.461.183.509  | 1.753.052.374  | 1.951.546.122  | 578.993.733         |
| 39 - plásticos y sus derivados                                                                                      | 1.017.358.215  | 1.195.934.976  | 1.189.400.760  | 1.358.681.539  | 1.426.938.334  | 375.929.085         |
| 30 - medicamentos envasados                                                                                         | 898.894.430    | 1.087.750.291  | 1.056.765.015  | 1.183.584.673  | 1.352.053.159  | 398.249.049         |
| 72 - hierro y acero de fundición                                                                                    | 833.830.665    | 1.298.899.968  | 1.047.289.738  | 1.079.810.522  | 1.007.246.853  | 277.439.972         |
| 73 - manufacturas de hierro o acero                                                                                 | 444.212.199    | 482.821.802    | 547.787.960    | 661.084.187    | 1.180.070.378  | 244.927.055         |
| 74 - cobre y sus manufacturas                                                                                       | 459.659.050    | 612.080.145    | 663.652.390    | 613.599.204    | 616.932.315    | 196.334.213         |
| Demás capítulos | 8.487.105.414  | 10.129.891.625 | 10.290.042.449 | 10.914.096.933 | 11.167.449.470 | 3.184.530.117       |
| Total | 24.417.841.529 | 30.220.703.850 | 31.675.181.041 | 33.283.206.940 | 33.360.365.923 | 8.966.681.492       |

### Exportaciones
Se presentan a continuación los principales socios comerciales de Bulgaria para el periodo 2010-hasta abril de 2015. La mayoría de sus importadores están en Europa salvo Rusia, Turquía y España. Las cifras expresadas son en dólares estadounidenses valor FOB.

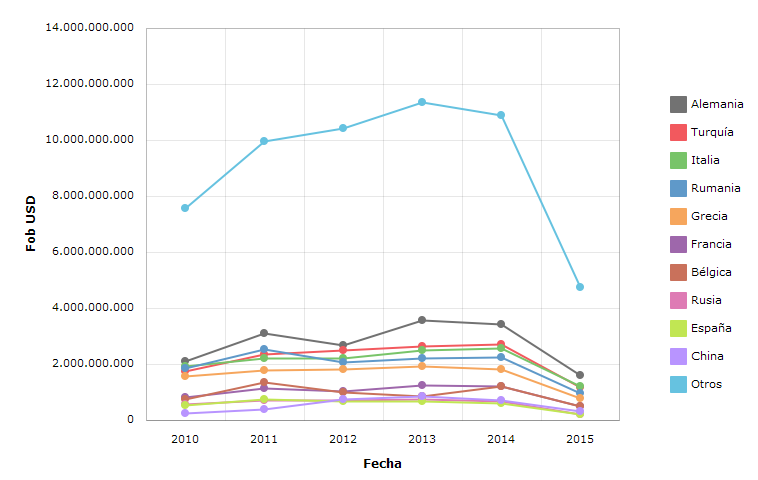
Exportaciones de Bulgaria del periodo 2010-hasta junio de 2015 expresadas en USD valor FOB. [http://trade.nosis.com/es/Comex/Importacion-Exportacion/Bulgaria/Todas-las-posiciones-arancelarias/BG/00 Fuente

| Fecha País importador | 2010           | 2011           | 2012           | 2013           | 2014           | enero-abril de 2015 |
| --------------------- | -------------- | -------------- | -------------- | -------------- | -------------- | ------------------- |
| Alemania              | 2.123.138.195  | 3.102.490.244  | 1.329.825.850  | 3.573.343.876  | 3.428.258.439  | 1.075.678.952       |
| Turquía               | 1.754.200.381  | 2.356.970.272  | 1.369.844.181  | 2.649.134.075  | 2.717.702.989  | 762.664.214         |
| Italia                | 1.914.101.819  | 2.230.054.165  | 1.089.234.824  | 2.504.437.497  | 2.576.446.334  | 792.923.908         |
| Rumania               | 1.845.160.934  | 2.529.353.908  | 1.153.223.832  | 2.215.299.373  | 2.241.585.982  | 589.528.775         |
| Grecia                | 1.562.592.958  | 1.788.916.239  | 936.196.656    | 1.941.991.835  | 1.833.055.365  | 497.044.302         |
| Francia               | 810.156.132    | 1.135.136.517  | 508.664.781    | 1.240.618.374  | 1.221.801.753  | 310.156.785         |
| Bélgica               | 761.005.787    | 1.372.933.644  | 484.955.256    | 863.072.161    | 1.220.609.914  | 325.906.053         |
| Rusia                 | 580.237.183    | 700.872.371    | 371.489.442    | 743.362.072    | 692.372.378    | 135.744.206         |
| España                | 540.359.618    | 736.452.084    | 386.103.155    | 689.156.238    | 601.818.761    | 128.037.324         |
| China                 | 251.715.914    | 388.949.418    | 401.861.605    | 860.588.167    | 707.774.233    | 200.823.845         |
| Resto del mundo       | 7.567.632.145  | 9.962.640.038  | 5.447.717.720  | 11.359.990.469 | 10.887.660.422 | 3.144.889.078       |
| Total                 | 19.710.301.065 | 26.304.768.899 | 13.479.117.300 | 28.640.994.138 | 28.129.086.571 | 7.963.397.444       |